# Internationales Videofestival Bochum
Das Internationale Videofestival Bochum wurde im Kreise der Fachschaft Theater-, Film- und Fernsehwissenschaft im Wintersemester 1990/91 an der Ruhr-Universität Bochum zunächst als „Bochumer Videofestival“ gegründet und fand bis 2011 jährlich statt. Es wurden Videoinstallationen, Vorträge und Diskussionen rund um das Thema Videokunst angeboten. Ferner findet ein so genannter „VJ Contest“ statt.
Der Kurzspielfilm Parking War zählte zu den Preisträgern des 1. Festivals. 1997 wurde es zum internationalen Festival ausgeweitet, u. a. präsentierten Gäste aus Kanada, den USA, Japan und Russland ihre Werke. Im Wettbewerb des 13. Festivals liefen u. a. Arbeiten von Robert Arnold aus Boston (USA), Akiko Nakamura aus Tokio (Japan), Dusan Gligorov aus Moskau (GUS), Claudette Lemay aus Montréal (Kanada), sowie Videomachern aus Kroatien, Italien, Belgien, Frankreich und weiteren Ländern. 
Das Festival kooperierte mit wechselnden ausländischen Festivals, die seit 2000 eine Auswahl an Videoarbeiten aus ihrem eigenen Programm vorstellen. Gastfestivals waren unter anderem North by Northwest/Liverpool, GB (2000), Ovarvídeo/Ovar, Portugal (2001), Eurovídeo/Málaga, Spanien (2002), Vidéoformes/Clermont-Ferrand, Frankreich (2003). 2002 wurde das Festival um einen VJ-Contest erweitert.
Im Rahmen der mehrmals im Jahr im „Theater unter Tage“ des Schauspielhauses Bochum stattfindenden „Videolounge“ zeigte das Bochumer Festival eine Auswahl an Videos, meist ergänzt durch eine audiovisuelle Performance mit anschließender Party.
Das Festival wurde von der Filmstiftung Nordrhein-Westfalen unterstützt. 